# Дэйвис, Уильям Генри
Уильям Генри Дэйвис (англ. William Henry Davies, 3 июля 1871 — 26 сентября 1940) — поэт и писатель из Уэльса. Несмотря на то, что значительную часть своей жизни Дэйвис бродяжничал по Великобритании и США, он смог стать одним из самых популярных поэтов своего времени. Тематика его творчества — жизненные невзгоды, человечность и природа, заметки о своих похождениях и об интересных людях, встреченных в дороге.